# كلية كيدج للأعمال
كلية كيدج للأعمال هي كلية إدارة أعمال فرنسية معتمدة ثلاثية (AACSB وEQUIS وAMBA). تأسست المدرسة الكبرى في عام 2013 من اندماج مدرستين لإدارة الأعمال المتوسطة وهما: مدرسة بوردو للإدارة التي تأسست عام 1874 في بوردو؛ ومدرسة يوروميد للإدارة التي تأسست عام 1872 في مرسيليا. لدى الكلية فروع في فرنسا (مرسيليا، بوردو، تولون، باريس)؛ السنغال (داكار)؛ ساحل العاج (أبيدجان)؛ والصين (شنغهاي، سوتشو).

## تاريخ
- تأسست كلية إدارة الأعمال كيدج في عام 2013، نتيجة لدمج اثنتين من أقدم كليات إدارة الأعمال الموجودة: مدرسة بوردو للإدارة في بوردو التي تأسست عام 1874 ومدرسة يورميد للإدارة في مرسيليا التي تأسست عام 1872.[1]
- 1872 - تأسيس المدرسة العليا للتجارة في مرسيليا (سميت لاحقا يورميد وتسمى اليوم: كلية كيدج للأعمال، مرسيليا)
- 1874 - تأسيس المدرسة العليا للتجارة في بوردو (سميت لاحقا بيم وتسمى اليوم: كلية كيدج للأعمال، بوردو)
- 1968 - المدرسة العليا للتجارة في مرسيليا تنشأ حرمًا جامعيًا جديدًا في لوميني، فرنسا.
- 1969 - المدرسة العليا للتجارة في بوردو تنشأ حرمًا جامعيًا جديدًا في تالنس، فرنسا.
- 2001 - حصلت المدرسة العليا للتجارة في بوردو على اعتماد EQUIS.
- 2005 - حصل المدرسة العليا للتجارة في مرسيليا على اعتماد EQUIS.
- 2007 - حصل المدرسة العليا للتجارة في مرسيليا والمدرسة العليا للتجارة في بوردو على اعتماد AMBA.
- 2008 - أنشأت المدرسة العليا للتجارة في مرسيليا حرمًا جامعيًا جديدًا في داكار، السنغال.
- 2009 - حصلت المدرسة العليا للتجارة في بوردو على اعتماد AACSB.
- 2010 - المدرسة العليا للتجارة في مرسيليا تنشئ حرمًا جامعيًا جديدًا في سوتشو، الصين، وتطلق المعهد الفرنسي الصيني بالشراكة مع جامعة رنمين الصينية.
- 2010 - المدرسة العليا للتجارة في مرسيليا تستحوذ على مدرسة تولون العليا للتجارة والتكنولوجيا (ESCT) والمدرسة الدولية للتصميم (EID).
- 2011 - حصلت المدرسة العليا للتجارة في مرسيليا على اعتماد AACSB
- 2012 - اندماج المدرسة العليا للتجارة في مرسيليا والمدرسة العليا للتجارة في بوردو.
- 2013 - تأسيس كلية كيدج للأعمال.
- 2015 - أنشأت كلية كيدج حرمًا جامعيًا جديدًا في باريس، فرنسا.
- 2018 و2019 - حرم جامعي جديد في باريس وتولون، وتوسيع حرم مرسيليا ومساحات جديدة في حرم بوردو.
- 2019 - إطلاق برنامج دكتوراه وافتتاح كلية كيدج للتصميم في مرسيليا.

## توسعة الحرم الجامعي
لا يزال مشروع التوسعة داخل حرم لوميني الجامعي الواقع في منطقة الالتصاق بمنتزه كالانكيس الطبيعي، موضع جدل منذ عام 2018 بسبب التعديلات المقترحة التي تؤثر على 11000 متر مربع من التضاريس الطبيعية. ويعرب النقاد عن قلقهم إزاء احتمال قطع ما يقرب من 600 شجرة معمرة، في حين يؤكد مدير المدرسة أنه سيتم اتخاذ تدابير لحماية الحفاظ على هذه الأشجار القديمة.

## التصنيف
صنفت كلية كيدج للأعمال في سنة 2020 في المركز 151 عالمياً في تصنيف QS WUR في فئة الأعمال والإدارة.

## خريجون بارزون
- دانييل كاراسو (1905-2009): ابن مؤسس شركة دانون، قام ببناء المجموعة لتصبح شركة متعددة الجنسيات.
- باتريك مينوتشي (1955-): سياسي فرنسي، نائب سابق عن الدائرة الرابعة لبوش دو رون من يونيو 2012 إلى يونيو 2017.
- كزافييه روليت (1959-): الرئيس التنفيذي السابق لمجموعة بورصة لندن.
- صوفي كلوزيل (1961-): سياسية فرنسية، تشغل منصب وزيرة الدولة المسؤولة عن الأشخاص ذوي الإعاقة في حكومة فيليب منذ 17 مايو 2017.
- أيوديلي إيكويسان (1985-): عداءة فرنسية متخصصة في سباقات 60 مترًا و4×100 متر تتابع.
- إريك بيشيت (1960-): اقتصادي فرنسي، أستاذ في كيدج .
- جورج كلينكل: رجل أعمال فرنسي ومدير أعمال، رئيس خريجي كيدج .